# Militärseelsorge (Deutschland)

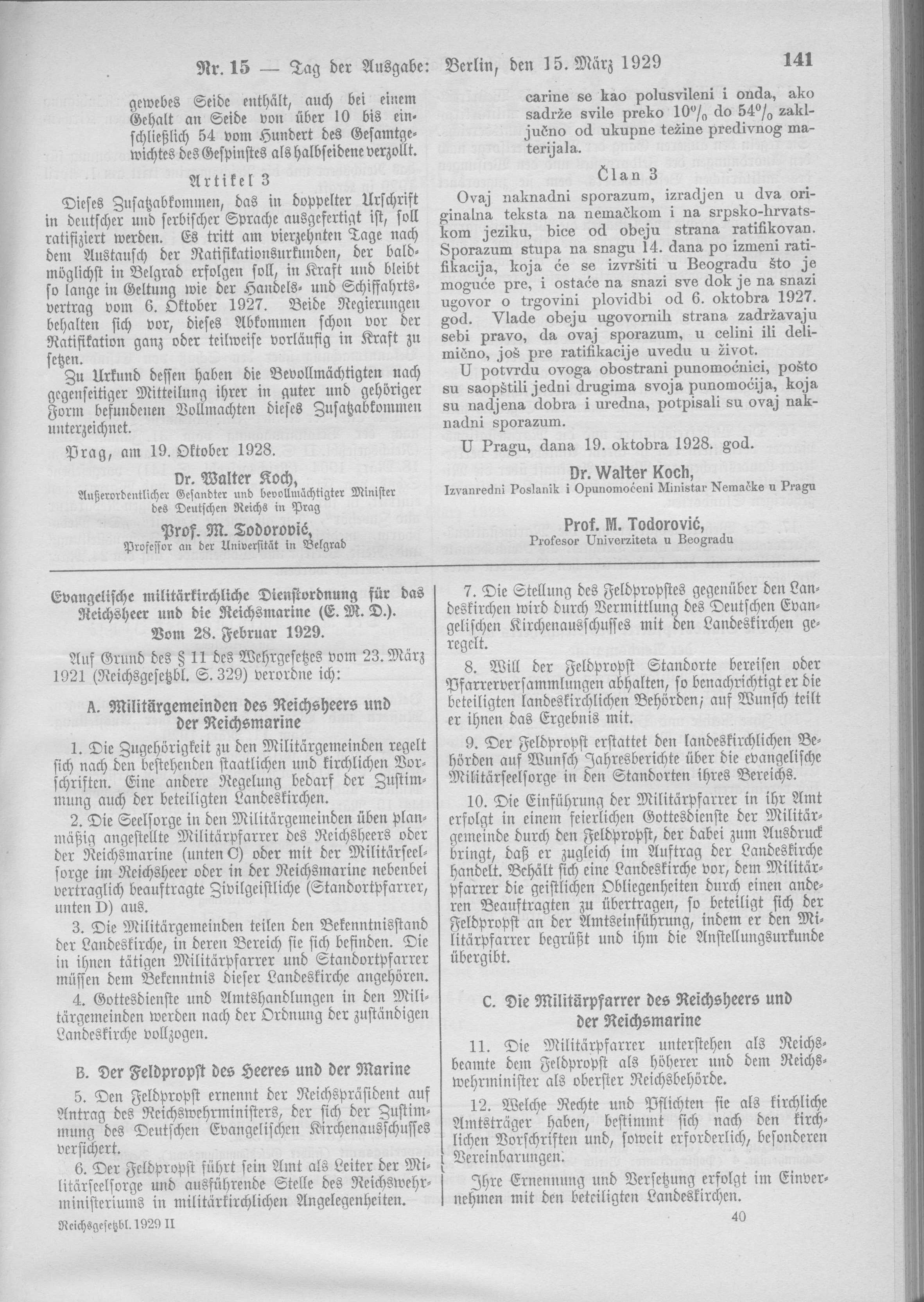
Evangelische militärkirchliche Dienstordnung für das Reichsheer und die Reichsmarine (E. M. D.) (1929)

Der Ausdruck Militärseelsorge bezeichnet die Arbeit Geistlicher der verschiedenen Religionen beim Militär.

## Geschichte

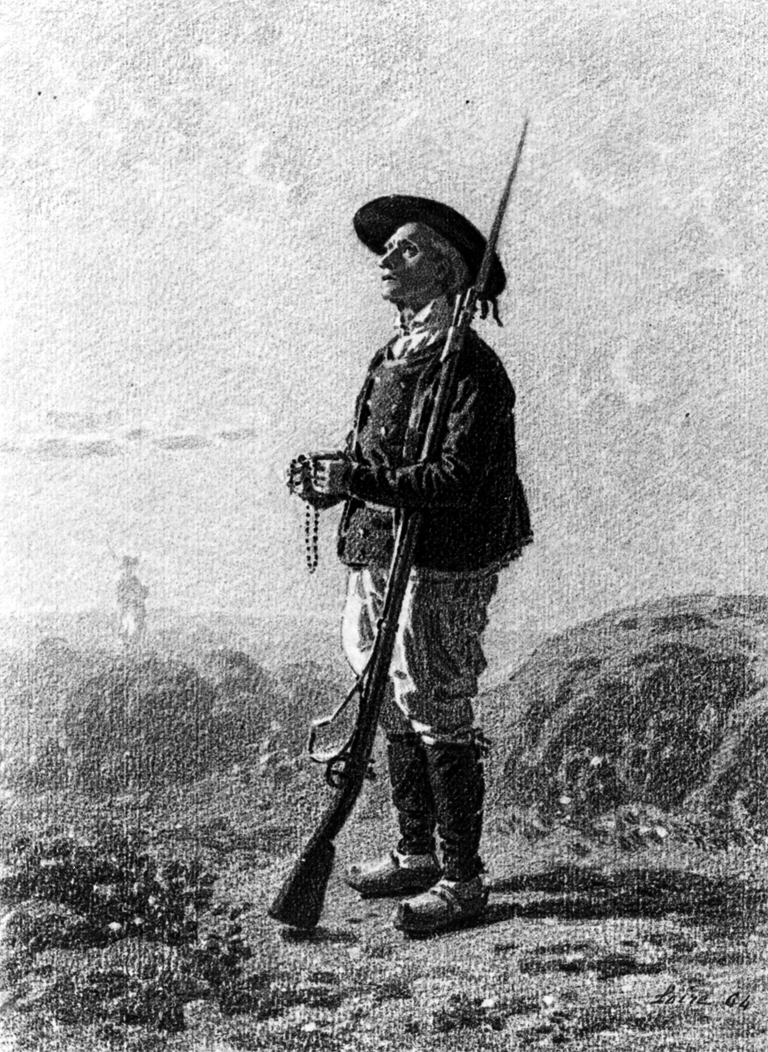
Léon Henri Antoine Loire, Stehender Soldat beim Gebet, 1864

Seit dem Altertum sind religiöse Kulthandlungen vor und nach kriegerischen Auseinandersetzungen bekannt. Die Griechen hatten Feldprediger, die beteten und Gelübde machten und die Soldaten mit Worten und Kampfliedern zu Tapferkeit und Gehorsam anspornten. Die Römer gaben dem Priester des Kriegsgottes Mars zwölf junge Männer bei, mit denen er die römischen Truppen begleitete. Bei kriegerischen Auseinandersetzungen schleuderte der Priester die erste Lanze ins feindliche Gebiet. In den festen Römerlagern gab es eigene Kulträume mit Opferaltar; die mobilen Truppen führten ein Kultzelt mit sich. Zeugnisse einer Militärseelsorge finden sich aus der Zeit seit dem Mailänder Edikt von 313 n. Chr. Kaiser Konstantin nahm Bischöfe im Feldzug gegen die Perser mit und ließ Waffen und Feldzeichen mit dem Kreuzzeichen versehen. Nach der Christianisierung der germanischen Völker sind in deren Heeren Priester zu finden, die teils Waffendienst, teils seelsorgerliche Aufgaben ausübten. Beim ersten deutschen Nationalkonzil 742 wurde den Geistlichen mit wenigen Ausnahmen die Teilnahme an Kriegen und das Waffentragen verboten. Karl der Große übernahm die Einrichtung, den in den Krieg ziehenden Heeren Feldgeistliche beizugeben. Diese Militärseelsorge beschränkte sich aber zeitlich jeweils auf die Dauer eines Feldzuges. Erst mit der Entwicklung des Landsknechtwesens und erster Ansätze zu einem stehenden Heer wurde die Militärseelsorge zu einer ständigen Einrichtung. Die Priester standen unter Eid und waren der militärischen Disziplin unterworfen. Einen Aufschwung nahm die Militärseelsorge im 16. Jahrhundert mit der Einrichtung eines eigenen Generalvikariats für die Armee. Mit der Reformation kam es zu einer konfessionellen Differenzierung.

### Königreich Preußen

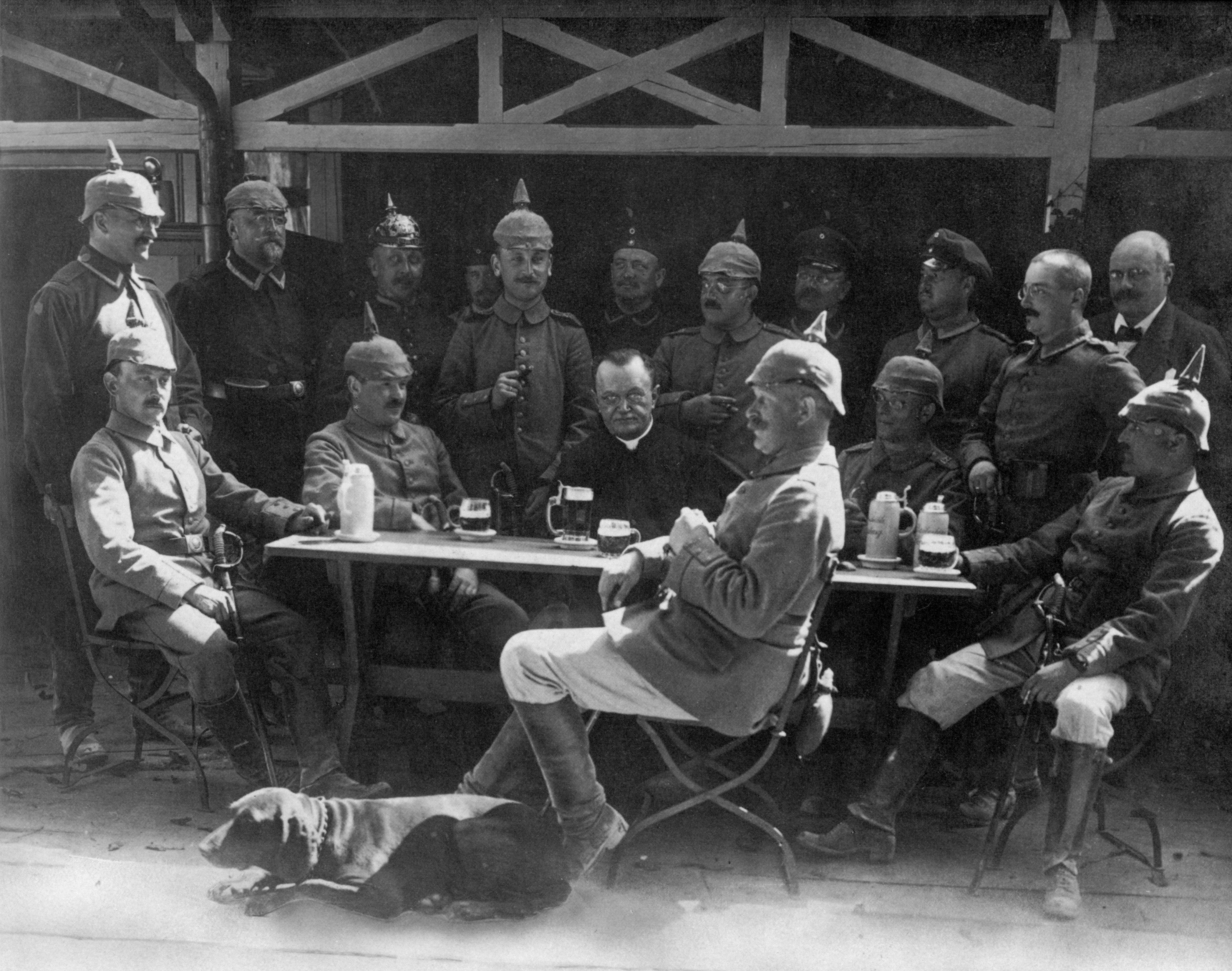
Garnisonpfarrer Peter Scherer

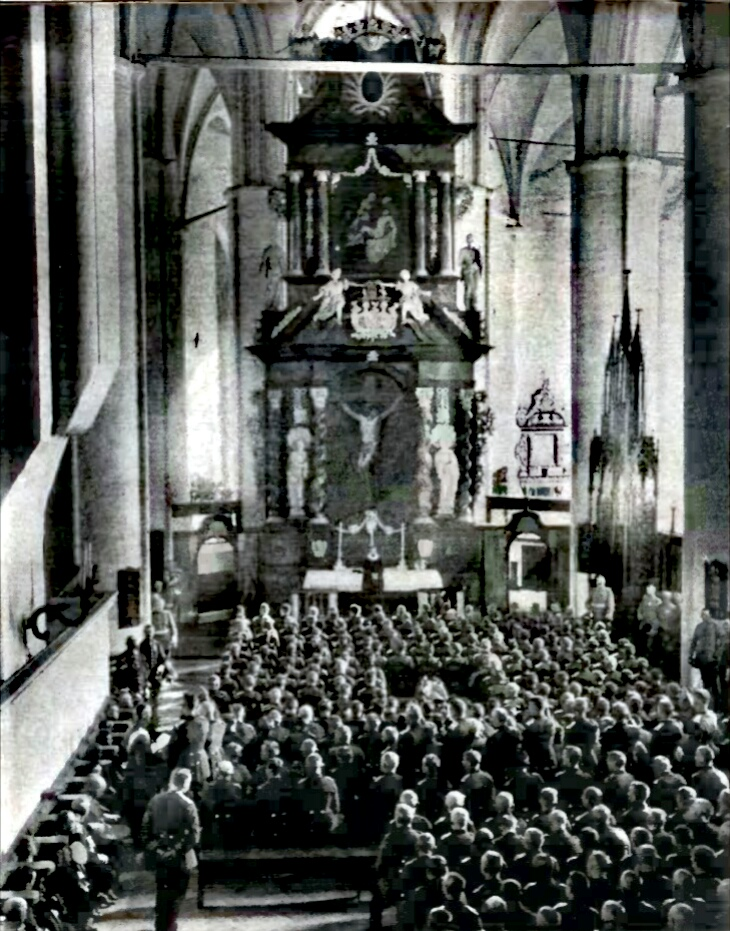
Militärgeistliche und 2. Pastor der Garnisonskirche, Carl Aereboe, vereidigt am 23. November 1914 die neuen Rekruten

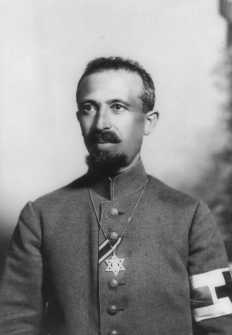
Feldrabbiner Aron Tänzer im Ersten Weltkrieg

Die Organisation der Militärseelsorge im preußischen Heer orientierte sich an den Gegebenheiten des landesherrlichen Kirchenregiments. Ein jüdisches Feldrabbinat wurde erst zu Beginn des Ersten Weltkrieges eingeführt.
Die Feldgeistlichen befanden sich in drei Hierarchieverhältnissen:
- Militärisch waren sie dem Befehlshaber unterstellt.
- Die äußere Gestaltung ihrer geistlichen Tätigkeit wurde von einem übergeordneten Geistlichen (Feldinspektor) überwacht, der als Vertretung des Landesherrn und dessen Summepiskopat handelte.[1]
- Bezüglich der rechten Lehre (also inhaltlich) war der Feldgeistliche gegenüber den Kirchenbehörden verantwortlich.[2]

Die in den Garnisonen entstehenden Personalgemeinden der Soldaten und ihrer Angehörigen wurden zeitweilig herausgelöst aus der Landeskirche und einer eigenen Kirche zugeordnet mit eigenem Konsistorium als oberstem Verwaltungsorgan. 1811 wurde diese „Militärkirche“ aufgelöst und mit der Landeskirche verschmolzen, an die Stelle des Konsistoriums trat (zumindest in Friedenszeiten) der Evangelische Oberkirchenrat. Zu Beginn des 20. Jahrhunderts wurde diese Verschmelzung wieder aufgehoben und die Militärseelsorge wurde wieder in eine eigene Verwaltungs- und Leitungsstruktur ausgegliedert.
Diese Ausgestaltung betraf zunächst nur die preußische, evangelische Landeskirche. Eine katholische Militärseelsorge war auch vorhanden, gleichrangig behandelt wurde sie ab 1848.
Oberster Militärgeistlicher war der Feldpropst. Ihm waren sämtliche Feldprediger und Militärpfarrer unterstellt. Es gab bei der Königlich Preußischen Armee je einen evangelischen und einen katholischen Feldpropst. Die katholischen Amtsinhaber besaßen zumeist die Bischofsweihe. Auch in anderen deutschen Staaten gab es teilweise diesen Titel.
Die Berufung der Militärgeistlichen erfolgte durch den Kommandanten. Beauftragt mit der Ausübung wurden wahlfähige Kandidaten des Predigtamts oder bereits angestellte Geistliche. Neben den hauptamtlichen Militärgeistlichen wurde die Militärseelsorge in kleinen Garnisonen geeigneten Zivilgeistlichen nebenamtlich übertragen.

Die Militärgeistlichen zählten zu den oberen Militärbeamten im Offiziersrang; sie waren – wenn sie sich im Ornat befanden – von Unteroffizieren und Mannschaften militärisch zu grüßen. Die deutschen Feldrabbiner des Ersten Weltkrieges trugen die feldgraue Heeresuniform mit einer Armbinde mit rotem Kreuz. Der Davidstern wurde dazu an einer Halskette getragen.
Die einzelnen Ämter in ihrer hierarchischen Gliederung (evangelisch und katholisch):
- Feldpropst der Armee
- Militär-Oberpfarrer (für jedes Armeekorps)
- Divisions- und Garnisonspfarrer
- Feldgeistliche

„Die Feldgeistlichen sollten den Soldaten ins Gewissen reden und ihnen den Militärdienst als eine unvermeidliche, für den Bestand des preußischen Staates wichtige Sache erscheinen lassen.“
Nach der Reichsgründung 1871 und mit der Militärischen Dienstordnung des Jahres 1902 erfolgte die Einrichtung einer für Preußen und alle übrigen deutschen Staaten einheitlichen Militärseelsorge. Bayern, Württemberg und Sachsen behaupteten zunächst noch ihre eigene Organisation der Militärseelsorge. Sie wurde jedoch während des Ersten Weltkrieges dem preußischen Modell angeglichen. In dieser Form bestand die im 19. Jahrhundert geschaffene Organisationsform der Militärseelsorge bis zum Ende des Ersten Weltkrieges fort.

### Königreich Württemberg
Ein Militärpfarrer wurde in Württemberg durch den König ernannt und durch den Bischof eingesetzt. Der Pfarre war auch ein Garnisonsküster zugeteilt.

### NS-Deutschland
Die für die Reichswehr mit Artikel 27 des Reichskonkordats garantierte unabhängige (exemte) Militärseelsorge unter Leitung des Armeebischofsgeregelte Militärseelsorge (dort auch als Heeresseelsorge bezeichnet) war damit nur für Heer und Marine garantiert. In der später gegründeten Luftwaffe der Wehrmacht war sie daher nicht präsent. Im Geheimanhang des Konkordats waren unter Missachtung des Versailler Vertrages bereits Regelungen für Priesteramtskandidaten und Kleriker im Falle der Einführung der Wehrpflicht und einer Mobilmachung enthalten. Die Seelsorge wurde von Militärseelsorgern geleistet.
Zu Kriegsbeginn 1939 gab es rund 200 hauptamtliche („aktive“) Wehrmachtpfarrer. Zudem wurden rund 300 Kriegspfarrer auf Kriegsdauer (a.K.) als Wehrmachtbeamte eingestellt, die nach Kriegsende wieder in die zivile Seelsorge zurückkehren sollten. Zu Beginn des Krieges gegen die Sowjetunion 1941 gab es insgesamt 910 zur Hälfte evangelische und katholische Kriegspfarrer.
Die im Reichskonkordat garantierte Unabhängigkeit (exemte) Militärseelsorge wurde im Zweiten Weltkrieg in der Praxis jedoch oft missachtet. So berichteten mehrere Kriegspfarrer und z. B. war Kriegspfarrer Hubert Leuchter in 1944 Standortältester in Mährisch-Weißkirchen. Hakenkreuzfahnen am Altar wurden geduldet. Das Beisein bei Erschießungen von Soldaten auf Grund von Todesurteilen, wurde von den Geistlichen – wie auch von handelnden Soldaten – als extrem belastend erlebt.
Kriegspfarrer ist die Bezeichnung für die Priester und Pastoren, die im Zweiten Weltkrieg in der Wehrmacht als Freiwillige oder Wehrpflichtige als Feldseelsorger dienten. Die obersten Vorgesetzten waren der katholische Feldbischof Franz Justus Rarkowski und der evangelische Feldbischof Franz Dohrmann.

### Nationale Volksarmee
In der Nationalen Volksarmee der Deutschen Demokratischen Republik gab es keine Militärseelsorge.

### Bundeswehr
In der Bundeswehr ist die Militärseelsorge ein eigener Organisationsbereich, der einen Beitrag zur seelsorgerischen Betreuung der Soldaten und ihrer Familien leistet. Er unterteilt sich in die evangelische und die katholische Militärseelsorge. Die evangelische (EAS) und die Katholische Arbeitsgemeinschaft für Soldatenbetreuung (KAS) als eingetragene Vereine unterstützen die staatliche Militärseelsorge. Der Deutsche Bundestag hat am 28. Mai 2020 einstimmig beschlossen, dass die Bundeswehr Militärrabbiner für die etwa 300 Soldaten jüdischen Glaubens einführt. Zsolt Balla ist seit dem 21. Juni 2021 der erste Militärbundesrabbiner für die Bundeswehr. Die Einrichtung einer muslimischen Militärseelsorge wurde 2019 angekündigt.

## Kirchliche Organisation
In Deutschland wird sowohl von der katholischen als auch von der evangelischen Kirche der Begriff Militärpfarrgemeinde oder Militärkirchengemeinde verwendet.

## Kritik
Kritiker monieren, dass durch die Struktur der Militärseelsorge Soldaten mit Ehepartner und Kindern formal aus ihren Gemeinden gelöst und der jeweiligen Militärgemeinde zugeordnet würden. Deren Mittelpunkt sei aber häufig nicht der Standort des Soldaten oder Wohnort der Familie. So entstünden Zuständigkeiten über große Entfernungen hinweg. Auch deshalb würden bei Trauungen und Taufen oftmals die Jurisdiktionsbereiche der Militärbischöfe ignoriert. Auch seien Militärseelsorger weder für Zivilbedienstete noch ehemalige Soldaten zuständig. Daher unterliege der Soldat mit seiner Familie mit dem Ausscheiden aus dem aktiven Dienst wieder der Jurisdiktion des Ortsbischofs. Die Betreuung von ehemaligen Soldaten durch Organisationen wie der Gemeinschaft Katholischer Soldaten kompensiere dies nur bedingt.
Im September 2012 wurde die Ökumenische Initiative zur Abschaffung der Militärseelsorge gegründet. Sie sieht die Militärseelsorge als „einen Überrest aus der Zeit, als Thron und Altar, weltliche und geistliche Macht noch gemeinsame Sache gemacht haben“ und kritisiert, dass diese heute als „kleines Rad in der großen Militärmaschine“ organisatorisch in die Bundeswehr eingebunden und deshalb von ihr abhängig sei. Die Initiative wird von einem breiten Spektrum von Gruppen auch aus der Friedensbewegung unterstützt.